# John Chetauya Nwankwo Donald
John Chetauya Nwankwo Donald (Murcia, España 25 de septiembre del 2000) es un futbolista español que se desempeña como centrocampista en el Elche C. F. de la Segunda División de España.

## Carrera deportiva
John Donald comenzó su carrera deportiva en el Villarreal C. F. "C", con el que debutó el 24 de agosto de 2019 en un partido de la Tercera División frente al C. F. Recambios Colón.
En 2020 abandonó el Villarreal para jugar en el Elche Ilicitano C. F., también de Tercera División. Con el Elche C. F., logró debutar como profesional, al jugar con el primer equipo el 16 de diciembre de 2020, en la victoria del Elche por 2-1 frente al C. D. Buñol en la Copa del Rey. Tres días después debutó en Primera División, en la derrota del Elche por 1-3 frente ante el C. Atlético de Madrid.
El 27 de abril de 2024 anotó su primer gol con el Elche C. F. ante el R. C. D. Espanyol. El 1 de junio de 2025 anotó el 0-2 en el RC Deportivo-Elche, partido que certificó el ascenso del club franjiverde a primera división.

## Clubes
| Club                  | País   | Año       |
| --------------------- | ------ | --------- |
| Villarreal C. F. "C"  | España | 2019-2020 |
| Elche Ilicitano C. F. | España | 2020      |
| Elche C. F.           | España | 2020-act. |